# Stara Baška
Stara Baška – wieś w Chorwacji, w żupanii primorsko-gorskiej, w gminie Punat. W 2011 roku liczyła 113 mieszkańców.